# Three Bridges

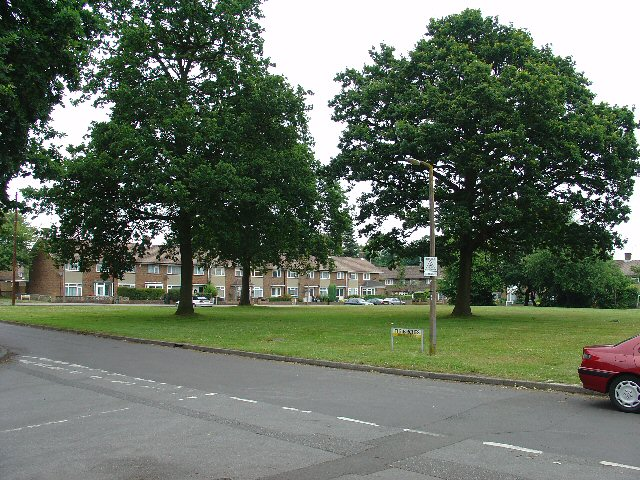
Three Bridges (2005)

Das ehemalige Dorf Three Bridges ist heute ein Ortsteil von Crawley in West Sussex. 2011 lebten hier 7253 Einwohner.
Ende der 1940er Jahre gehörten Three Bridges und Crawley zu den ersten Ortschaften im Städtebau-Programm „New Town“.

## Eisenbahn
In Three Bridges zweigt seit 1848 die Arun Valley Line von der Bahnstrecke London-Brighton ab. Bis 1967 führte außerdem noch eine Bahnstrecke in östliche Richtung nach Tunbridge Wells.
Die Entwicklung von Three Bridges ist eng mit der Entwicklung der Eisenbahn verbunden. Unter anderem baute Siemens in Three Bridges für 340 Millionen Britische Pfund ein neues Betriebswerk (englisch Traincare Facility) für Züge der Britische Klasse 700. Network Rail betreibt in Three Bridges eines von zwölf „Rail Operating Centre“ (mit Betriebszentrale (DB Netz) vergleichbar) in Großbritannien.